# Jack Kemp
Jack Kemp Jr. (Los Angeles, 13 de Julho de 1935 – Bethesda, 2 de maio de 2009) foi um político dos Estados Unidos da América e antigo jogador profissional de futebol americano. Foi congressista por Nova Iorque (1971-1989) e candidato do Partido Republicano à vice-presidência em 1996.

## Biografia
Graduou-se no Occidental College, onde começou a despontar como desportista e pertenceu à fraternidade Alpha Tau Omega.
O seu carisma e condições para a liderança levaram-no a envolver-se em diferentes actividades comunitárias na área de Buffalo, Nova Iorque, assim como no seu estado natal da Califórnia. Em 1967 foi nomeado assessor especial do Governador da Califórnia, Ronald Reagan, cuja campanha havia apoiado publicamente, e foi galardoado com vários prémios cívicos por serviço à comunidade em Nova Iorque.
Em 1970 retirou-se definitivamente do futebol americano profissional e, aproveitando a popularidade em Buffalo, decidiu apresentar-se pelo Partido Republicano à Câmara de Representantes representando o 39°Círculo de Nova Iorque. Depois seria reeleito congressista 9 vezes consecutivas, permanecendo na Câmara durante 18 anos. Interrogado quando decidiu dar o salto do seu duro desporto para a política, disse: "Claro que tenho experiência. Fui pisado, golpeado, insultado, vendido e vilipendiado".
Em 6 de Abril de 1987, Jack Kemp anunciou a candidatura à presidência do seu país, mas sem êxito. Mais tarde, em 1996, o candidato presidencial republicano Bob Dole estava atrás de Bill Clinton em todas as sondagens e decidiu convidar Kemp para ser o ser running mate, tendo saído derrotados.
Anunciou depois que não seria candidato em 2000, cumprindo a promessa. É um dos quadros superiores da Oracle Corporation.